# John Light Napier

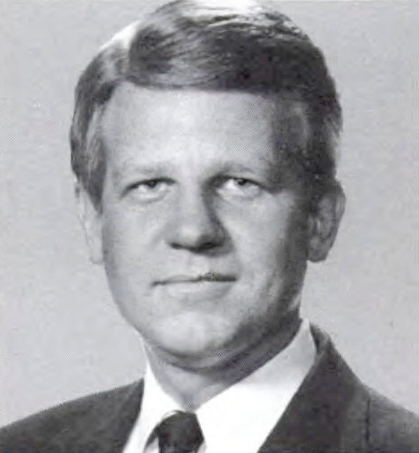
John Light Napier (1981)

John Light Napier (* 16. Mai 1947 in Blenheim, Marlboro County, South Carolina) ist ein US-amerikanischer Jurist und Politiker. Zwischen 1981 und 1983 vertrat er den Bundesstaat South Carolina im US-Repräsentantenhaus.

## Werdegang
John Napier besuchte die öffentlichen Schulen seiner Heimat. Danach studierte er bis 1969 am Davidson College in North Carolina. Daran schloss sich ein bis 1972 gehendes Jurastudium an der University of South Carolina in Columbia an. Politisch wurde Napier Mitglied der Republikanischen Partei. In den Jahren nach seiner Zulassung als Rechtsanwalt arbeitete er als Berater einiger Unterausschüsse des US-Senats. Von 1976 bis 1978 war er auch Mitarbeiter im Stab des langjährigen Senators Strom Thurmond. Danach arbeitete er zwei Jahre lang als privater Rechtsanwalt.
Bei den Kongresswahlen des Jahres 1980 wurde Napier im sechsten Wahlbezirk von South Carolina in das US-Repräsentantenhaus in Washington, D.C. gewählt. Dort trat er am 3. Januar 1981 die Nachfolge des im Dezember 1980 zurückgetretenen John Jenrette an. Da er bei den Wahlen des Jahres 1982 dem Demokraten Robin Tallon unterlag, konnte er bis zum 3. Januar 1983 nur eine Legislaturperiode im Kongress absolvieren. Zwischen 1983 und 1986 arbeitete Napier wieder als Anwalt. Im Jahr 1984 war er Delegierter zur Republican National Convention in Dallas, auf der Präsident Ronald Reagan für eine zweite Amtszeit nominiert wurde. Dieser ernannte Napier 1986 zum Bundesrichter am United States Court of Federal Claims – ein Amt, das er bis 1989 bekleidete. Im Jahr 1992 war Napier Berater eines Kongressuntersuchungsausschusses, der sich mit Unregelmäßigkeiten im Postamt des Kongresses befasste. Danach arbeitete er wieder als Anwalt. Heute lebt Napier in Pawleys Island (South Carolina).